# Walter Leiser
Walter Leiser, švicarski veslač, * 4. maj 1931, † 9. december 2023.
Leiser je bil krmar v švicarskem četvercu s krmarjem, ki je na Poletnih olimpijskih igrah 1952 v Helsinkih osvojil srebrno medaljo.